# Carrizo Springs
Carrizo Springs é uma cidade localizada no estado norte-americano do Texas, no Condado de Dimmit.

## Demografia
Segundo o censo norte-americano de 2000, sua população era de 5 655 habitantes.
Em 2006, foi estimada uma população de 5 682, um aumento de 27 (0.5%).

## Geografia
De acordo com o United States Census Bureau, Carrizo Springs tem uma área de 8,1 km², dos quais 8,1 km² cobertos por terra e 0,0 km² cobertos por água.

## Localidades na vizinhança
O diagrama seguinte representa as localidades num raio de 24 km ao redor de Carrizo Springs.